# Farlington (North Yorkshire)
Farlington – wieś w Anglii, w hrabstwie North Yorkshire, w dystrykcie (unitary authority) North Yorkshire. Leży 16 km na północ od miasta York i 295 km na północ od Londynu.